# ماركوس فيدال
ماركوس فيدال (بالألمانية: Marcos Vidal)‏ هو مغني وملحن ألماني، ولد في 10 ديسمبر 1965 في فرانكفورت في ألمانيا.

## وصلات خارجية
- الموقع الرسمي
- ماركوس فيدال على موقع ميوزك برينز (الإنجليزية)